# 湖条千秋
湖条 千秋（こじょう ちあき、1955年12月12日 - ）は、日本の女優、元宝塚歌劇団娘役（男役から転向）。本名：堤 純子。
兵庫県神戸市出身。大阪教育大学附属高等学校池田校舎卒業。東映俳優センターを経て、アクターズハウス所属。
血液型はO型。身長161cm。妹は女優で元星組トップ娘役の湖条れいか。

## 略歴・人物
1971年、宝塚音楽学校入学。
1973年、宝塚歌劇団へ入団。
59期生で、同期には大地真央、平みち、姿晴香らがいる（宝塚入団時の成績は49人中30位）。星組公演『花かげろう／ラ・ラ・ファンタシーク』で初舞台を踏む。入団時は男役だったが、のちに娘役へ転向。
1979年10月18日に宝塚歌劇団退団後、東映俳優センターへ移籍。時代劇に悪女役で多数出演し、1980年の『電子戦隊デンジマン』での女スパイ・ケラー役で特撮での当たり役を得る。
1984年の『星雲仮面マシンマン』では、オクトパスの女ボス・レディーM役で活躍した。
特技は日本舞踊、西洋舞踊、乗馬。

## 出演

### テレビドラマ
- 特捜最前線（ANB）
  - 第145話「凶器が歩く街!」（1980年）
  - 第424話「渓谷に消えた女秘書!」（1985年）
- 悪党狩り 第3回「嵐の中の母子草」（1980年、12ch / 松竹 / 藤映像コーポレーション） - おらん
- 電子戦隊デンジマン（1980年 - 1981年、ANB） - ケラー
- ライオン奥様劇場 / 大奥物語 徳川の女たち 第二部 悲恋 お袖 吉宗（1980年、CX）- 山吹
- 銭形平次（CX）
  - 第756話「命を狙われた万七」（1981年）
  - 第771話「父娘ばやし」（1981年）
  - 第779話「憎まれ天使たち」（1981年）
  - 第809話「幻の殺人者」（1982年）
  - 第820話「見知らぬ私」（1982年）
  - 第844話「黒いお白洲」（1983年） - お蓮
- 桃太郎侍 第229話「奇術か魔術か、恋女房」（1981年、NTV） - お藤の方
- 長七郎天下ご免! 第75話「女の罠のうらおもて」（1981年、ANB） - おたか
- 太陽にほえろ! 第466話「ひとりぼっちの死」（1981年、NTV） - 順子（クラブ「けい子」ホステス）
- ザ・ハングマン（1981年、ABC） - クラブのホステス
  - 第41話「パリから来た殺し屋」
  - 第51話「死人たちは二度死なない」
- 時代劇スペシャル（CX）
  - 日本犯科帳・隠密奉行 金沢編（1981年）
  - 新吾十番勝負 第2部「抹殺密命渦巻く悪の内懐にくの一暗躍」（1982年）
  - 地獄の左門十手無頼帖 将軍暗殺!（1983年）
  - 大奥犯科帳（1983年）
- 暴れん坊将軍（ANB）
  - 吉宗評判記 暴れん坊将軍 第183話「かりそめに咲く夜の花」（1981年） - おぶん
  - 暴れん坊将軍II
    - 第2話「紅蓮の炎に鬼を見た!」（1983年） - おれん
    - 第20話「花札地獄の甘い罠」（1983年） - おみね
    - 第55話「お駒かなしや島帰り」（1984年） - お吉
    - 第77話「こんな悪事が俺にも出来た!?」（1984年） - お紺
    - 第120話「“にが手”は恋の指南役!」（1985年） - おたか
    - 第154話「吉宗泣かせた悪いガキ!」（1986年） - お北

  - 暴れん坊将軍III 第93話「悪霊の城の花嫁」（1989年） - 浦島
  - 暴れん坊将軍IV 第36話「対決! 兇賊七変化」（1991年） - お滝
  - 暴れん坊将軍V 第38話「風雪! 子連れ母唄」（1994年） - おしず
  - 暴れん坊将軍VII 第9話「吉宗よ、誰が為に泣く」（1996年） - お滝
- 火曜サスペンス劇場（NTV）
  - 超高層ホテル殺人事件（1982年）
  - その朝おまえは何を見たか（1983年）
  - 松本清張の知られざる動機（1983年） - 徳永夫人
  - 隠された誘拐（1984年）
  - 京都・女性記者シリーズ 第6作「京都吉野殺人街道」（1992年） - 杉田久子
- 女捜査官 第6話「殺しの現場にコロンの香」（1982年、ABC）
- 遠山の金さん（ANB）
  - 第6話「三年かかって帰った男!」（1982年）
  - 第22話「夕陽の渡世人! 子連れ旅でござんす」（1982年） ‐ おさき
  - 第38話「浮世絵美人が招いた将軍暗殺!」（1983年） ‐ 紅屋のお葉
  - 第78話「三日月心中・鈴を鳴らす女!」（1983年）- お駒
  - 第103話「夜叉面の罠! 愛に棄てられた女」（1984年） - おくに
  - 第120話「魔剣の旅 越後三味線の女II」（1984年） - お多恵
  - 第137話「女子連れ旅 人の情けはいりませぬ!」（1985年） - お蓮
  - 第151話「人呼んで"桜吹雪の女" 4・激斗篇」（1985年） - お甲
- 鬼平犯科帳 第3シリーズ（1982年、ANB）
- 影の軍団シリーズ（KTV）
  - 影の軍団III 第26話「さらば! 影の軍団」（1982年）
  - 影の軍団IV 第23話「男の中に女が棲む」（1985年）
- 土曜ワイド劇場（ANB）
  - 瀬戸内海殺人事件（1983年）
  - 西村京太郎トラベルミステリー
    - 第3作「あずさ3号殺人事件」（1983年）
    - 第6作「寝台特急『北陸』殺人事件」（1985年）

  - 空中サーカス殺人事件（1983年）
  - 松本清張の葦の浮船（1984年）
  - 京都、博多殺人事件（1992年）
- 月曜ドラマ劇場 / 女囚犯歴簿II（1983年、ANB）
- 大奥（1983年、KTV）
  - 第7話「種馬とれんげ草」 - お広座敷
  - 第20話「奥様は魔性の女」 - 新典侍
  - 第34話「陽気な未亡人」 - 島路
- 宇宙刑事シャリバン 第42話「戦場を駆けぬけた女戦士の真赤な青春」（1983年、ANB） - レイサ
- 大岡越前（TBS）
  - 第7部（1983年）
    - 第8話「美女に迫る魔の牙」 - おとき
    - 第18話「女が墜ちた焦熱地獄」 - 白蓮

  - 第9部 第24話「囮になった目撃者」（1986年） - 雲井の局
  - 第15部 第9話「白洲に立った将軍様」（1998年）
- 大江戸捜査網 第593話「女を狩る通り魔 陶酔の宴」（1983年、TX）
- ポーラテレビ小説 / 千春子（1983年、TBS）
- 星雲仮面マシンマン 第17話「鉄人モンスの最後」、第20話「オクトパスの女王」 - 第35話「さようなら今日は」（1984年、NTV） - レディーM
- 流れ星佐吉 第25話「川がつけた大決着」（1984年、KTV）
- 月曜スター劇場 / なぜか、ドラキュラ（1984年、NTV）
- 金曜女のドラマスペシャル（CX）
  - 不信のとき（1984年）
  - 死者からの電話（1986年）
- 気分は名探偵 第9話「圭介の仁義なき戦い」（1984年、NTV） ‐ 篠田繭子
- 水戸黄門（TBS）
  - 第15部 第11話「老公暗殺! 火炎地獄 -福岡-」（1985年） - お牧の方
  - 第25部 第23話「帰らぬ兄は逃亡者 -小松-」（1997年） - おもん
  - 第28部 第29話「妻を裏切る夫の本心 -広島-」（2000年） ‐ おれん
  - 第30部 第10話「女サギ師は子猫好き-酒田-」（2002年） - お梅
  - 第32部 第1話「百万石への旅立ち -江戸-」（2003年）
  - 第36部 第13話「お江戸から来た凸凹家族 -萩-」（2006年） - 揚屋の女将
- 遠山の金さんⅡ
  - 第6話「三日月心中・鈴を鳴らす女!」（1985年） ‐ お島
  - 第19話「悪夢を拾った女！」（1986年） ‐ お銀
  - 第41話「江戸妖婦伝!」（1986年） ‐ おりん
- 刑事物語'85 第19話「少年はなぜ母を刺したのか?」（1985年、NTV）
- 長七郎江戸日記（NTV）
  - 第1シリーズ 第103話「謎のエゲレス時計」（1986年） - お紋
  - 第3シリーズ 第26話「女侠涙の伊達姿」（1991年） - お半
- 山村美紗サスペンス / 死人が夜ピアノを弾く（1986年）
- 三匹が斬る!（ANB）
  - 続続・三匹が斬る! 第13話「尼寺騒動、今日も怒りの桜島」（1990年） - 桂愁
  - また又・三匹が斬る!（1991年）
    - 第6話「伝説の不老長寿の尼が行く」 - 琴姫
    - 第21話「さらば三匹、今宵お命頂戴す!!」 - お甲

  - 新・三匹が斬る! 第18話「血槍舞い、死んで咲かせた忠義花」（1993年） - おふく
- 必殺仕事人・激突! 第21話「最後の大仕事」（1992年、ABC） - 滝川
- 鬼平犯科帳（CX）
  - 第3シリーズ 第19話「密偵たちの宴」（1992年） - 引き込み女
  - 第7シリーズ 第15話「見張りの見張り」（1997年） ‐ お滝
- 赤かぶ検事の逆転法廷 第9話「竹久夢二の絵から抜け出た女」（1992年、ABC）
- 六つの離婚サスペンス / 埋没社員（1992年、KTV）
- 銭形平次 第4シリーズ 第13話「真昼の悪夢」（1994年、CX） - およう
- 南町奉行事件帖 怒れ!求馬 第4話「密命帯びた男の剣」（1997年、TBS） - お蓮の方
- うちへおいでよ（1997年、KTV）
- 京都迷宮案内
  - 第2シリーズ（2000年、ANB） ‐ 後藤奈美子 役
  - 第5シリーズ（2003年） ‐ 門脇美津子 役
- 君のままで（2000年 - 2001年、MBS） - 宮尾貴子 役
- 連続テレビ小説（NHK）
  - ほんまもん（2001年 - 2002年）
  - 芋たこなんきん 第135話、第138話（2007年） - 羽田婦長 役
  - カーネーション 第64話（2011年）
  - 純と愛 第113話（2012年） - ホテルの女性客
  - おちょやん（2021年） - 柳たつ子 役
  - ブギウギ（2023年） - 治郎丸ミネ 役
- 京都地検の女（2003年） ‐ 内海めぐみ 役
- 天罰屋くれない 闇の始末帖（2003年） ‐ おせん 役
- 剣客商売 第5シリーズ 第3話「越後屋騒ぎ」（2004年、CX） ‐ おきん 役
- 密命 寒月霞斬り（2008年） ‐ 菊乃 役
- 月曜ゴールデン / 狩矢警部シリーズ 第13作「京都人形浄瑠璃殺人事件」（2014年、TBS） - 「玉乃屋」女将
- 科捜研の女
  - （2016年） - 廣田多喜 役
  - （2019年） ‐ 飛内文枝 役
- 遺留捜査（2018年、ANB） ‐ 牧野邦子 役
- 刑事ゼロ（2019年）‐ 服部倫恵 役
- 心の傷を癒すということ (テレビドラマ)（2020年）
- 閻魔堂沙羅の推理奇譚 第7回、第8回（2020年、NHK総合） - 新山律子 役
- 遺留捜査 第6シリーズ 第7話（2021年2月25日、テレビ朝日）

### 宝塚時代の出演舞台
- ベルサイユのばら （1975年） - 新人公演：ジェローデル（本役：常花代）
- ムッシュ・パピヨン（1976年） - 新人公演：アミンタ（本役：高宮沙千）
- 星影の人 （1976年） - 第2回新人公演：加代（本役：城月美穂）、東京公演：加代
- 鶯歌春（1977年） - 新人公演：玉瑛（本役：城月美穂）
- 星影の人 （1977年） - 加代 ※地方公演
- あかねさす紫の花 （1977年） - 鵜野皇女、第1回新人公演：小月（本役：昇路みちる）
- 風と共に去りぬ（1978年） - 東京第2回新人公演：メラニー（本役：城月美穂）
- 丘の上のジョニー（1978年） - 第1回新人公演：テレーズ（本役：睦千賀）